# Trittau
Trittau es un municipio en el condado de Stormarn en Schleswig-Holstein.

## Geografía
Trittau se encuentra a unos 30 kilómetros de Hamburgo. En el Este se encuentra la Hahnheide; al Sur, se encuentra el río Bille que lo separa del Ducado de Lauenburg.
La mitad de su término municipal está cubierto de bosques. 

## Historia

Plan del Castillo Trittau de (1650)

Trittau aparece mencionado por primera vez,  en 1239, con motivo de la construcción de la iglesia del monasterio de Reinbek . En 1326 construyó el conde Johann der Milde el Castillo de Trittau para la protección de las rutas comerciales entre Lübeck y Hamburgo como Elbübergang en Artlenburg. El Castillo fue la Sede del Amtmannes, la Oficina Trittau administrados. En 1534 fue Trittau de Hamburgo, procedentes de Söldnerführer y de Lübeck, Ciudad Marx Meyer, en el Marco de la Grafenfehde tomado. En la Paz de Stockelsdorf , fue en cambio el brevemente danés recepción en Travemünde en la Gottorfer atrás. En 1775 , el Castillo fue debido a Deterioro demolido. Veía el principal residía en adelante, en el Castillo de Reinbek.
Trittau fue uno de los 17 llamados Holzdörfern.
Trittau y la Hahnheide a principios del siglo XX Balneario en un Destino popular para los hamburgueses. Mucho Tiempo con el inventario de la Südstormarnschen Trayectoria circular (hasta 1952) una trenes directos a Hamburgo-Tiefstack , así como con la línea de Ferrocarril de Schwarzenbek De emeritense de Ferrocarriles después de Schwarzenbek y emeritense (hasta 1980).

## Cultura y lugares de interés

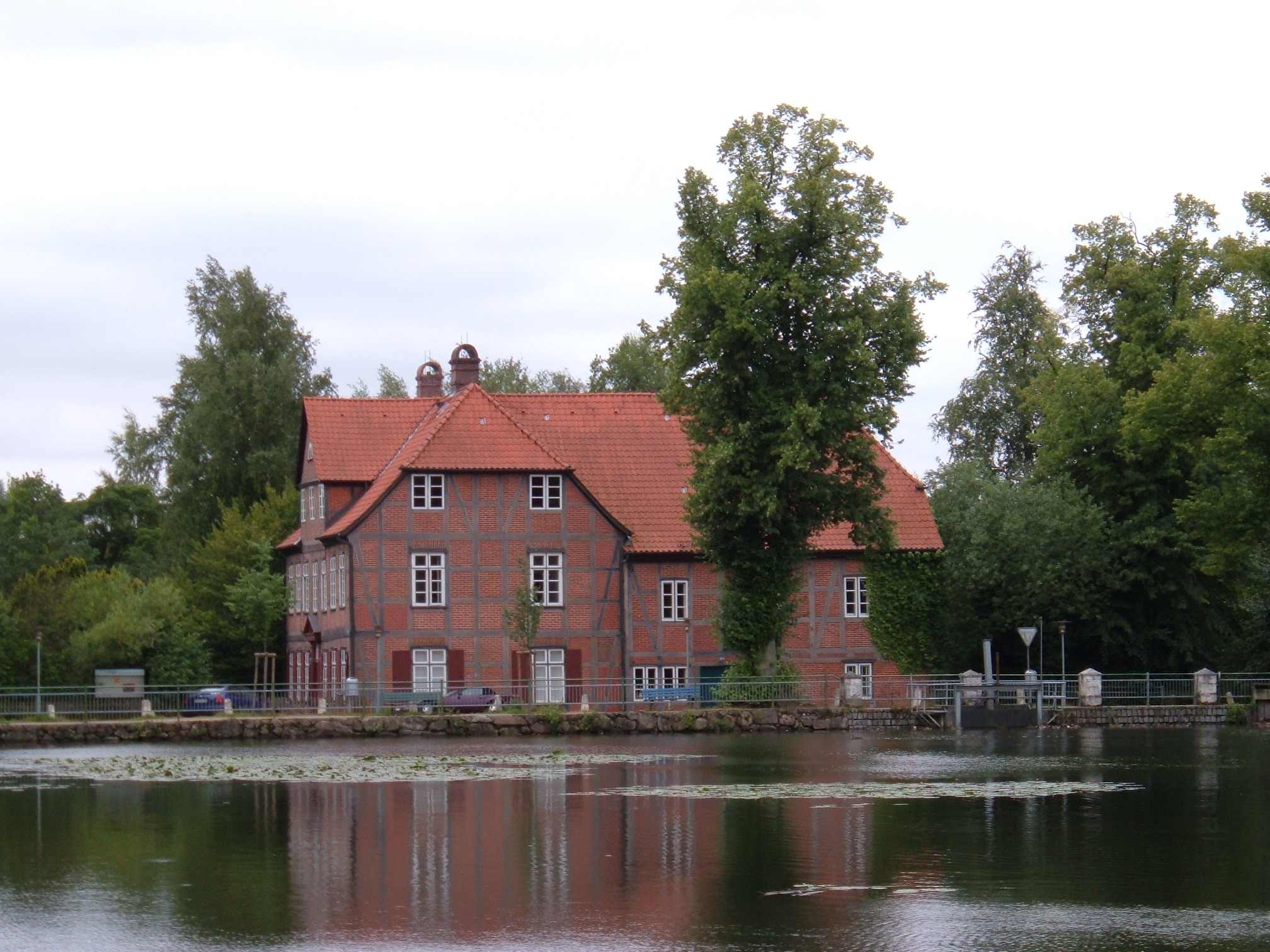
Trittauer Molino De Agua

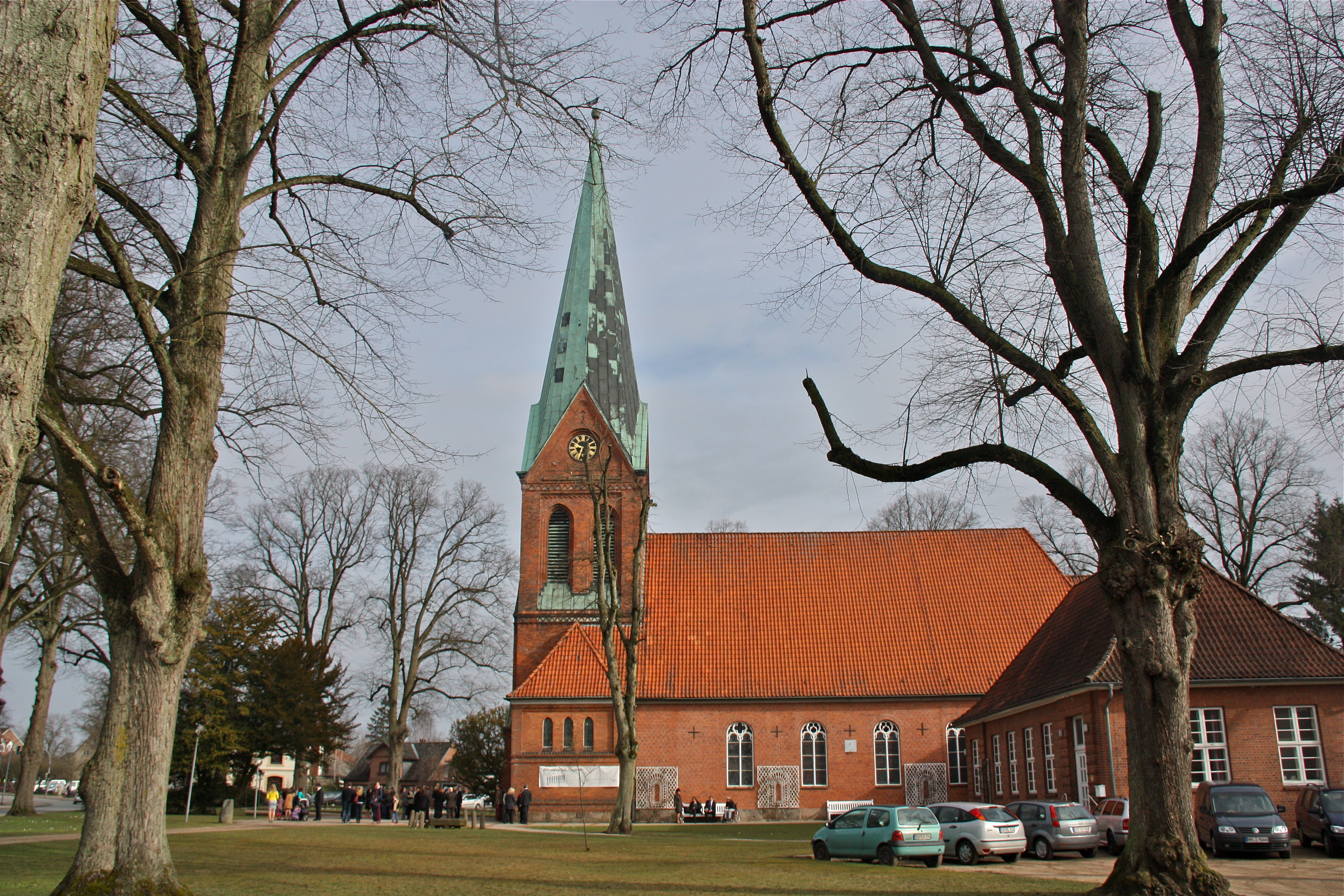
Iglesia Martín Lutero

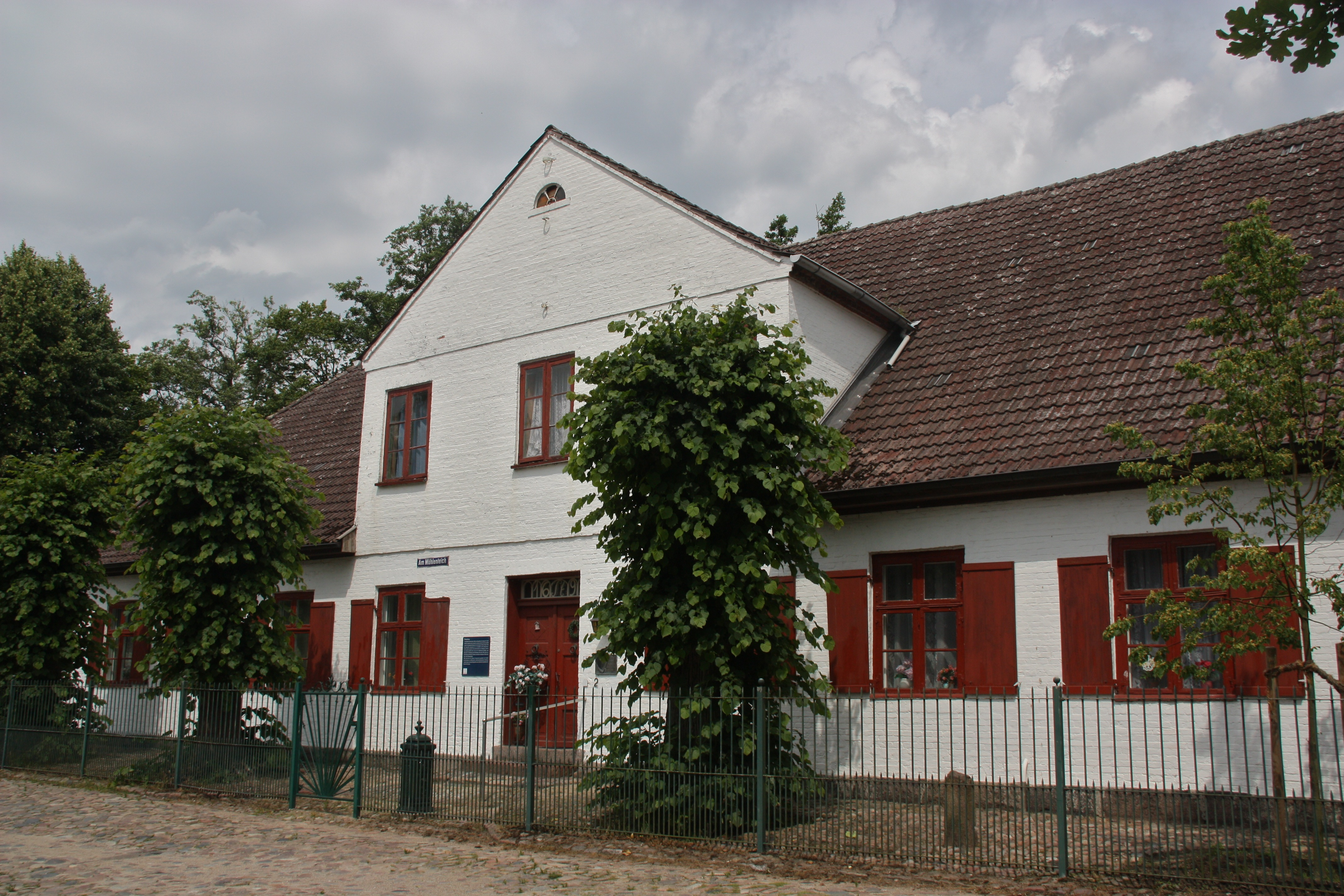
Burgkrug

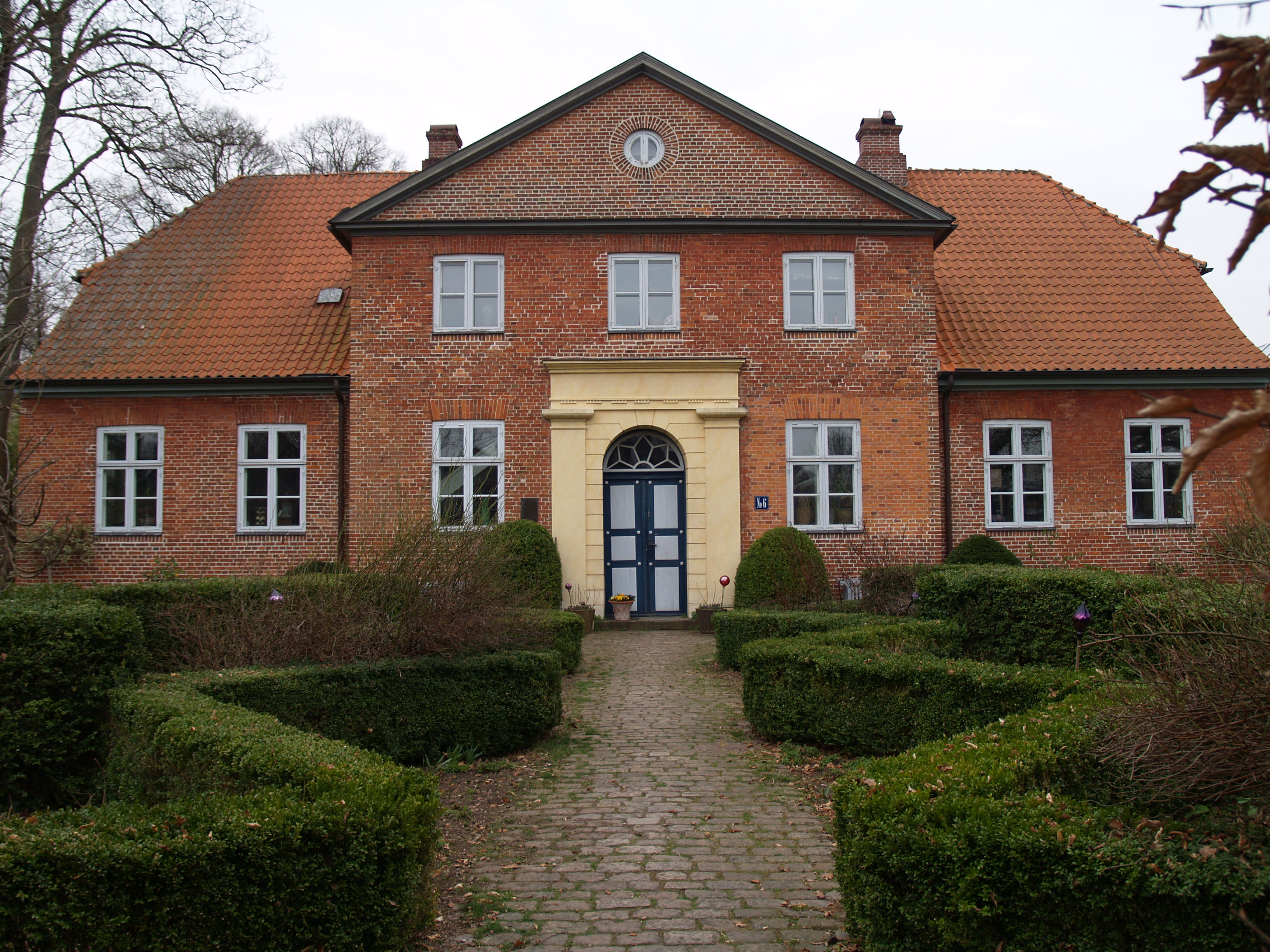
antiguo Juzgado de primera instancia

### Construcciones
El más antiguo conservado Edificio Trittaus están fuera de la Iglesia, en 1701, construido en un Molino de agua y de 1695, construido en Posada, "Burgkrug" en comparación con el Molino de la antigua Carretera entre Hamburgo y Mecklemburgo ciudad. En la Lista de Kulturdenkmale en Trittau encuentran en la Denkmalliste del estado federado de Schleswig-Holstein registrado Kulturdenkmale.
En el Centro de la ciudad, el antiguo poder pastoral, antes de la Construcción del nuevo Ayuntamiento en la plaza de Europa Administrativa sirvió y hoy en día como una Casa. Con respecto a las del Arquitecto Fritz Höger, el día en una casa de Moda que alberga. En las inmediaciones del histórico Molino de agua tiene las Cajas de ahorro De Fundación Stormarn en el 2006, una moderna Casa con la sala de Exposiciones de construir. En la calle principal en el Sur de la Comunidad en las afueras, en Dirección a Hamfelde se encuentra el antiguo Juzgado de primera instancia, el lugar de nacimiento de Theodor Steltzers.
En la Parte oriental de la Hahnheide se encuentra un 27 Metros de alto de madera de la Torre de observación, el llamado Hahnheider Torre de Hamburgo se puede ver.

### La música, el Teatro y los Museos
Partes importantes de la Mühlenausstattung todavía están presentes, y para el Visitante, desde 1992 como un centro Cultural utilizado Molino de agua visible. El Mühlenprogramm ofrece Música, Lecturas, Conferencias y Kleinkunstveranstaltungen, en la Mühlengalerie de forma permanente Exposiciones de Artistas plásticos. Un Apartamento en el Molino se jahresweise a los Becarios de las Cajas de ahorro De Fundación perdonar. En la vecina Casa, también se celebran Exposiciones de arte.
En el Centro de Trittau es una Sala con Escenario, donde se encuentran entre otras, las Actuaciones de la Trittauer Corporación. En la Iglesia Martín Lutero encontrar Conciertos de Música clásica.
En el Centro de Trittaus en la Calle De Mühlau se encuentra un Findlingsgarten.

### Las zonas verdes y de Recreación
Trittau, se encuentra rodeado de bosques y lagos Paisaje, Caminatas y paseos en Bicicleta invita. La Hahnheide, el Mühlenbachtal y los Bille-Llanura, con su diversidad de Flora y Fauna en la Conservación de la naturaleza.

### El deporte
El Turn y el Club deportivo Trittau de 1899 e.V. es la adeptos en Club deportivo en el Municipio. Es el BádmintonDe la División desde la Temporada 2013/14 en la 1. Bundesliga juega.

### Eventos Regulares
Antes de la Pascua, el alemán Mühlentag y el día de acción de Gracias para encontrar mercados de artesanías en el molino de agua.
El Día de la Canción a finales de mayo se llevará a cabo en el Sängerberg el Sängerfest.
El tercer fin de semana de agosto se celebra en el Schützenplatz el Trittauer Pueblo y Tiradores.
En las vacaciones de verano que organiza la "KinderInitiative Trittau" (K. I. T.) su tradicional carrera de coches en la dirección postal.
En la primera Semana de Adviento encuentra alrededor de la iglesia protestante de Martin Lutero De la Iglesia de la Nikolausmarkt.

## La economía y la Infraestructura

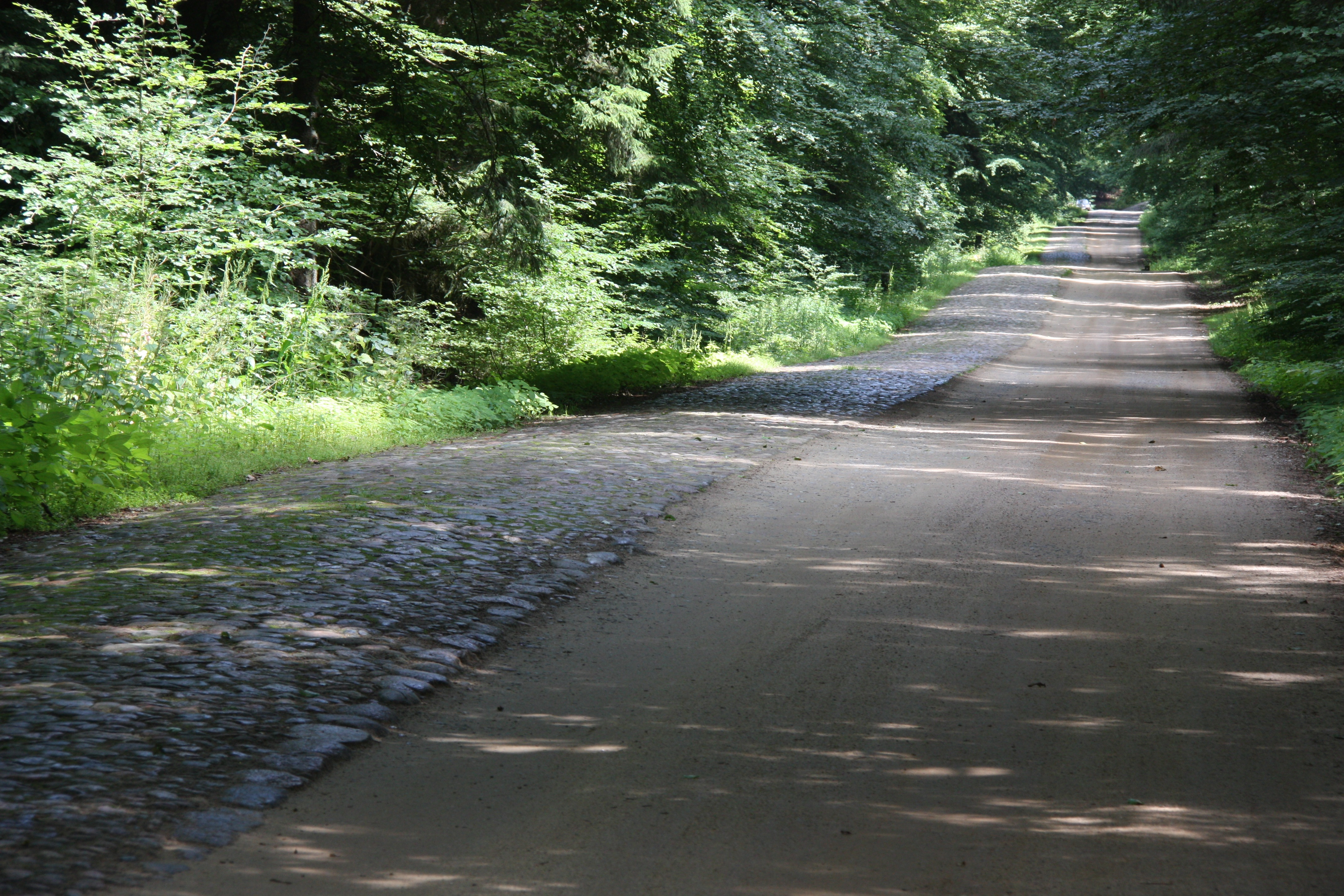
Hohenfelder Presa

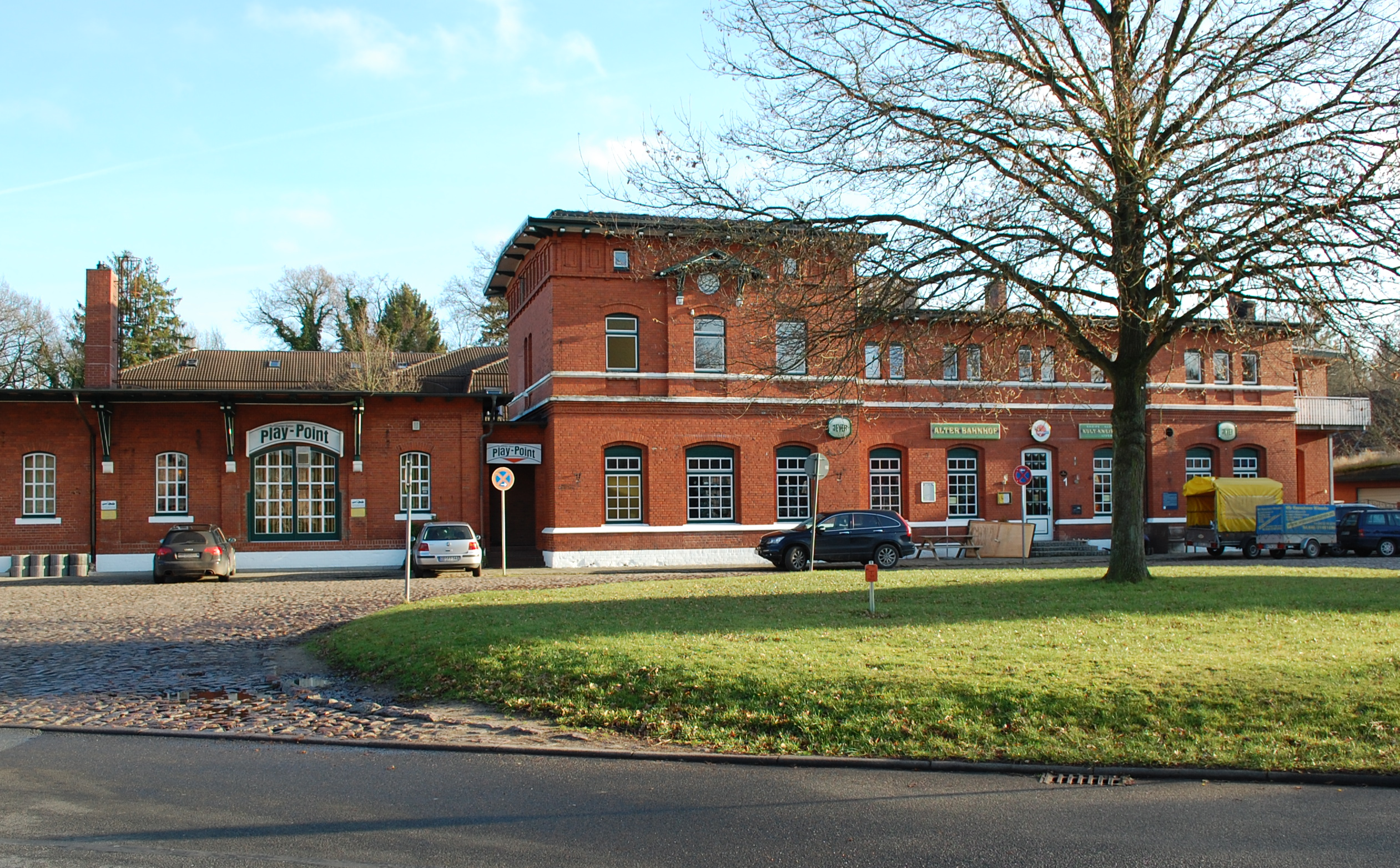
Antigua estación ferroviaria

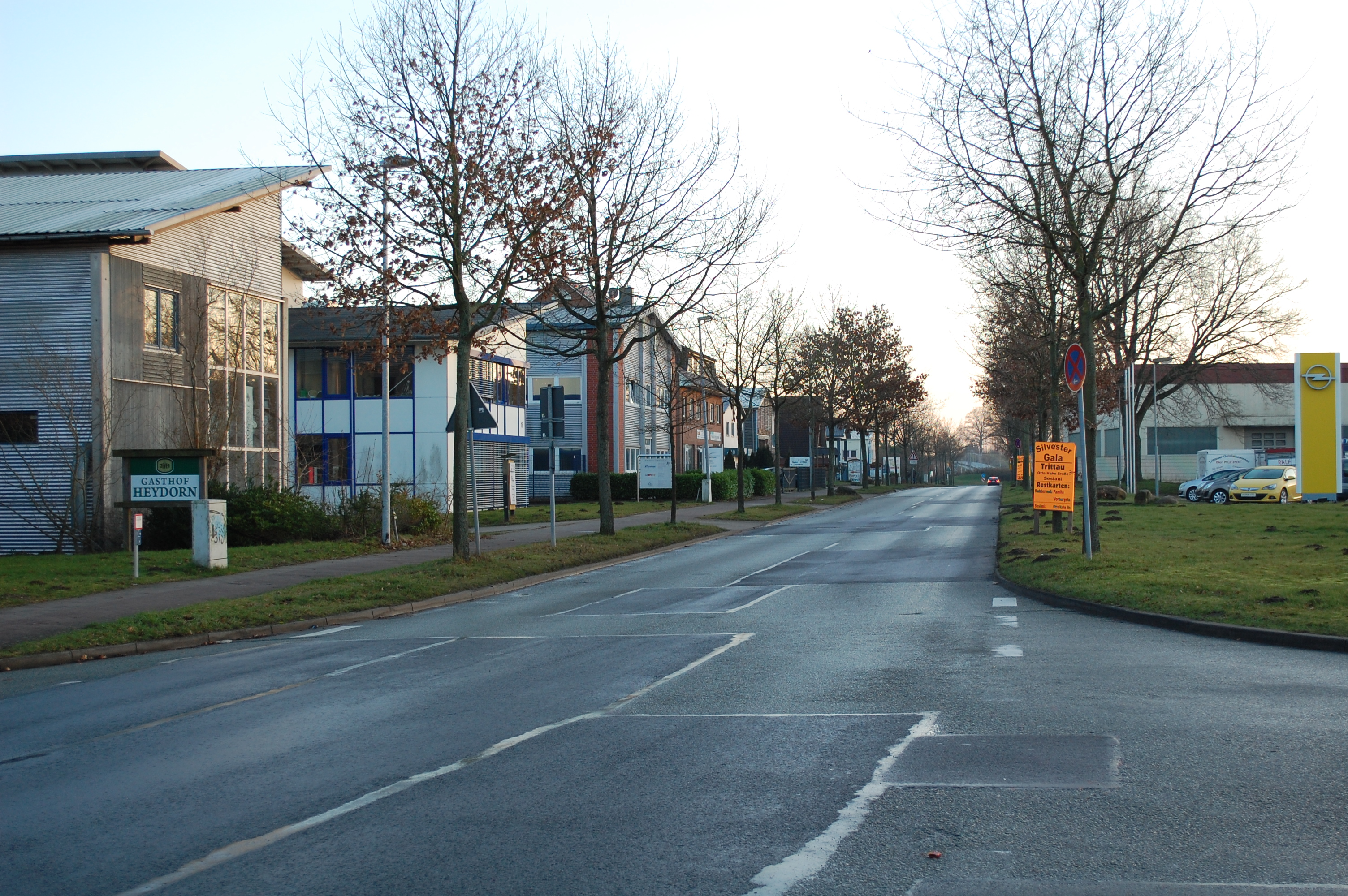
Calle alcalde-Hergenhan, en la zona industrial del Norte

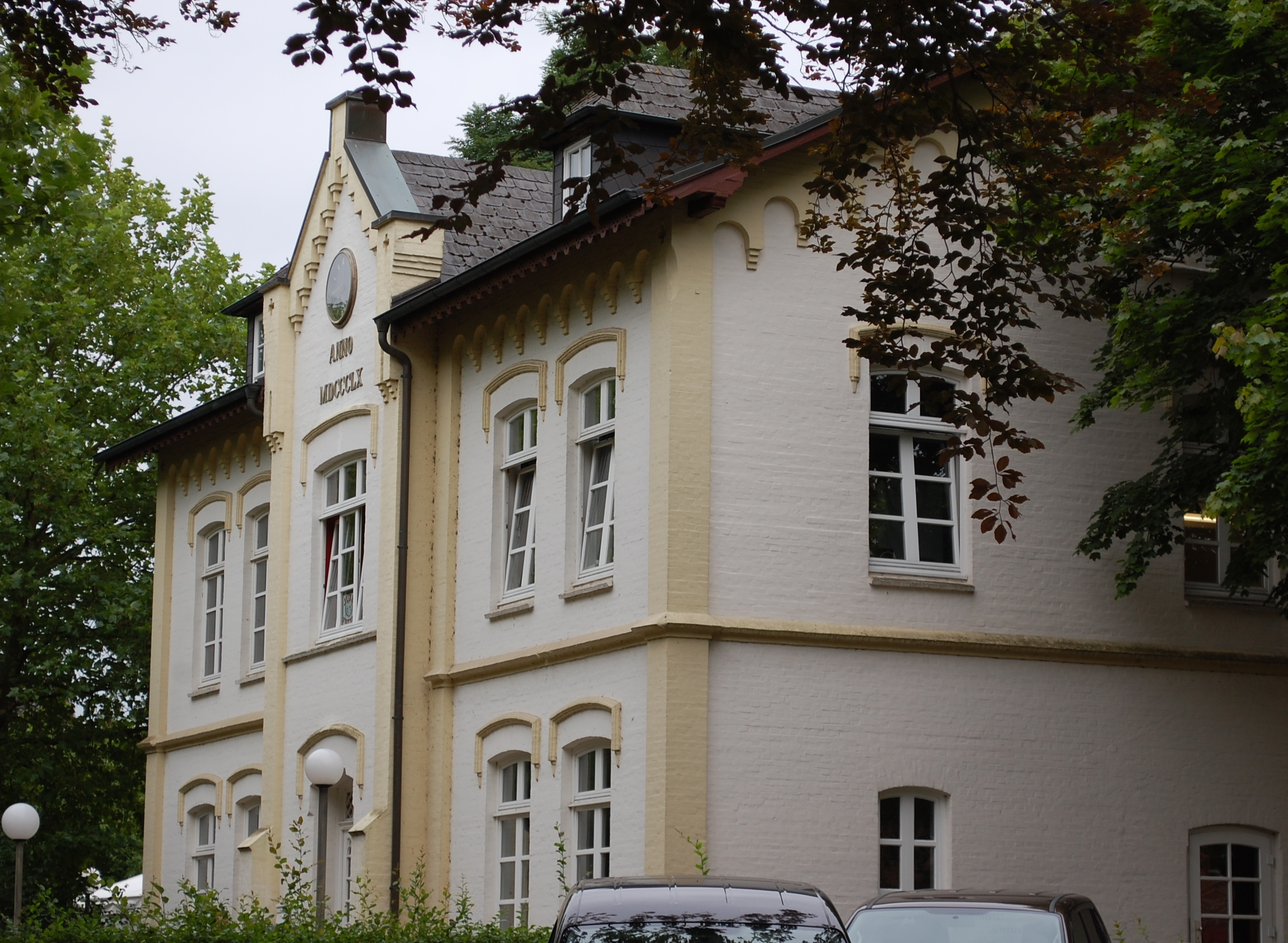
Casa en Trittau